# 基普莫特體育場
基普莫特體育場（英語：Keepmoat Stadium）是位於英格蘭南約克郡唐卡斯特的一座多用途體育場，可容15,231名觀眾。體育場秏資約3,200萬英鎊建成，主要由唐卡斯特流浪足球會使用，但唐卡士打橄欖球會及唐卡士打流浪百麗絲女子足球會亦有使用。
2006年12月27日在此體育場舉行首場賽事是由唐卡斯特橄欖球會對謝菲爾德鷹隊（Sheffield Eagles）的聯盟式橄欖球賽。而官方的揭幕儀式於2007年8月3日舉行，由唐卡斯特流浪足球會對曼聯選手隊（Manchester United XI），有13,080名觀眾入座，曼聯以2-0獲勝。
基普莫特體育場獲得2010年首屆「體育場商業獎」（Stadium Business Awards）的「最佳比賽日體驗獎」（Best Matchday Experience）。
2012年5月24日唐卡斯特流浪足球會獲得唐卡斯特市議會（Doncaster Council）授權營運體育場，年租10萬英鎊與通脹掛鉤，為期99年。

## 足球
首球足球賽於2007年1月1日舉行，唐卡士打流浪以3-0擊敗哈德斯菲爾德，賽事中球證曾出示3張紅牌驅逐兩隊球員出場，唐卡士打流浪中鋒（Mark McCammon）成為基普莫特體育場首名入球的足球員。五天後，唐卡士打流浪在基普莫特體育場首嘗敗積，在英格蘭足總盃第三圈以0-4不敵被淘汰出局。
基普莫特體育場至今最高入場人數為15,0001人，於2008年4月1日對來自西約克郡的力爭升班席位，自此就算英超球會如、或到訪亦不能打破紀錄。2010/11年球季列斯聯回升英冠，首循環在基普莫特體育場舉行的聯賽特別提早在2010年9月17日星期五舉行，亦只能吸引13,293人進場。

## 欖球
唐卡士打橄欖球會在新體育場對謝菲爾德鷹隊（Sheffield Eagles）的首場賽事在5,400名入座觀眾前上演，以10-16敗北，鷹隊（前效力唐卡士打）的理察·紐拉夫（Richard Newlove）成為首名達陣的欖球員。2008年7月27日舉行由赫爾城（Hull F.C.）對韋克菲爾德聖三一（Wakefield Trinity）的「挑戰盃」（Challenge Cup）準決賽，結果赫爾城以32-24取勝。2009年10月23日基普莫特體育場舉辦「吉列四國賽」（Gillette Four Nations）的揭幕戰，由兩支合辦國英格蘭及法國對賽，吸引11,529名觀眾入場觀戰，英格蘭以34-12獲勝。

## 其他活動
基普莫特體育場亦有主辦其他不同的活動，包括2007年7月舉行兩場罗南·基廷、布莱恩·亚当斯及小飛俠的音樂會。2008年7月艾爾頓·約翰與其樂隊亦在這裡舉行音樂會。2008年及2009年名為「Britbowl」的兩屆「英國美式足球聯賽決賽」亦在基普莫特體育場舉行。2010年11月飛鏢巨星丹尼斯·普里斯特利（Dennis Priestley）在基普莫特體育場進行表演。

## 設施

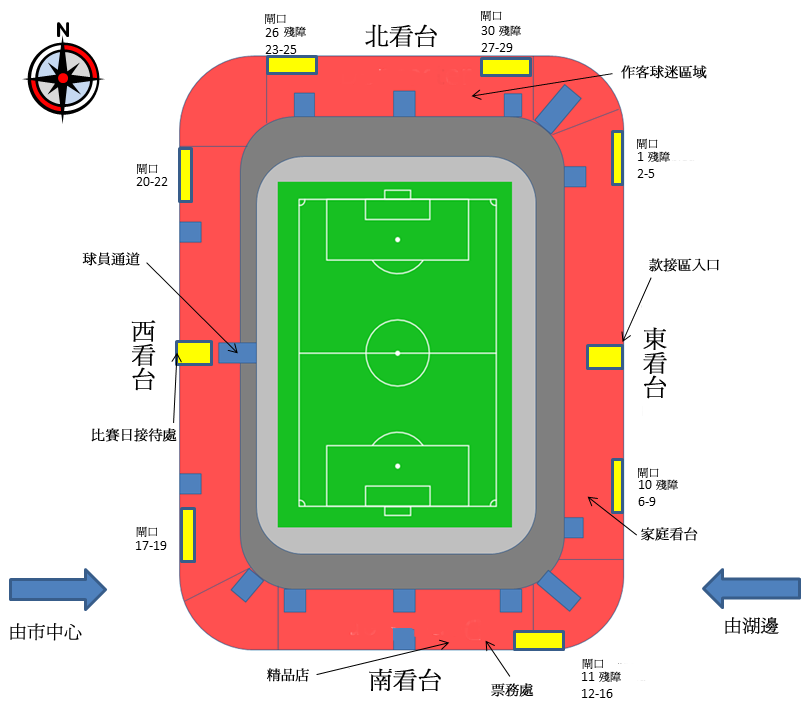
基普莫特體育場平面圖

新體育場與專門重建社區屋宇的「基普莫特」（Keepmoat plc）簽訂長期贊助協議，並給予冠名權。基普莫特體育場為碗形全封閉式體育場，全坐席可容15,231名觀眾，比舊「貝納維球場」（Belle Vue）多出5,000座位，而坐位空間亦較寬敞，並有傷殘人士通道。四邊看台高度相若及有頂蓋，四角各有一座向內傾斜的汎光燈塔，「西看台」（West Stand）設置更衣室及球員通道；對面為「唐卡斯特成功看台」（Doncaster Success Stand），設有一列16個行政廂房；兩邊球門後方分別是「Polypipe南看台」（Polypipe South Stand）及「Case Construction北看台」（Case Construction North Stand），北看台部分供作客球迷入座。
基普莫特體育場採用真草與仿真草混合草坪，方便保養，但草坪並沒有設置地下加熱系統，在啟用首年即有賽事為此而改期。
在主場館旁邊另建有小型體育場，設有6線跑道及500座看台，主要作唐卡士打流浪百麗絲、唐卡斯特流浪預備隊、唐卡士打橄欖球會青年隊及美式足球隊唐卡斯特野马（Doncaster Mustangs）的賽事用途。

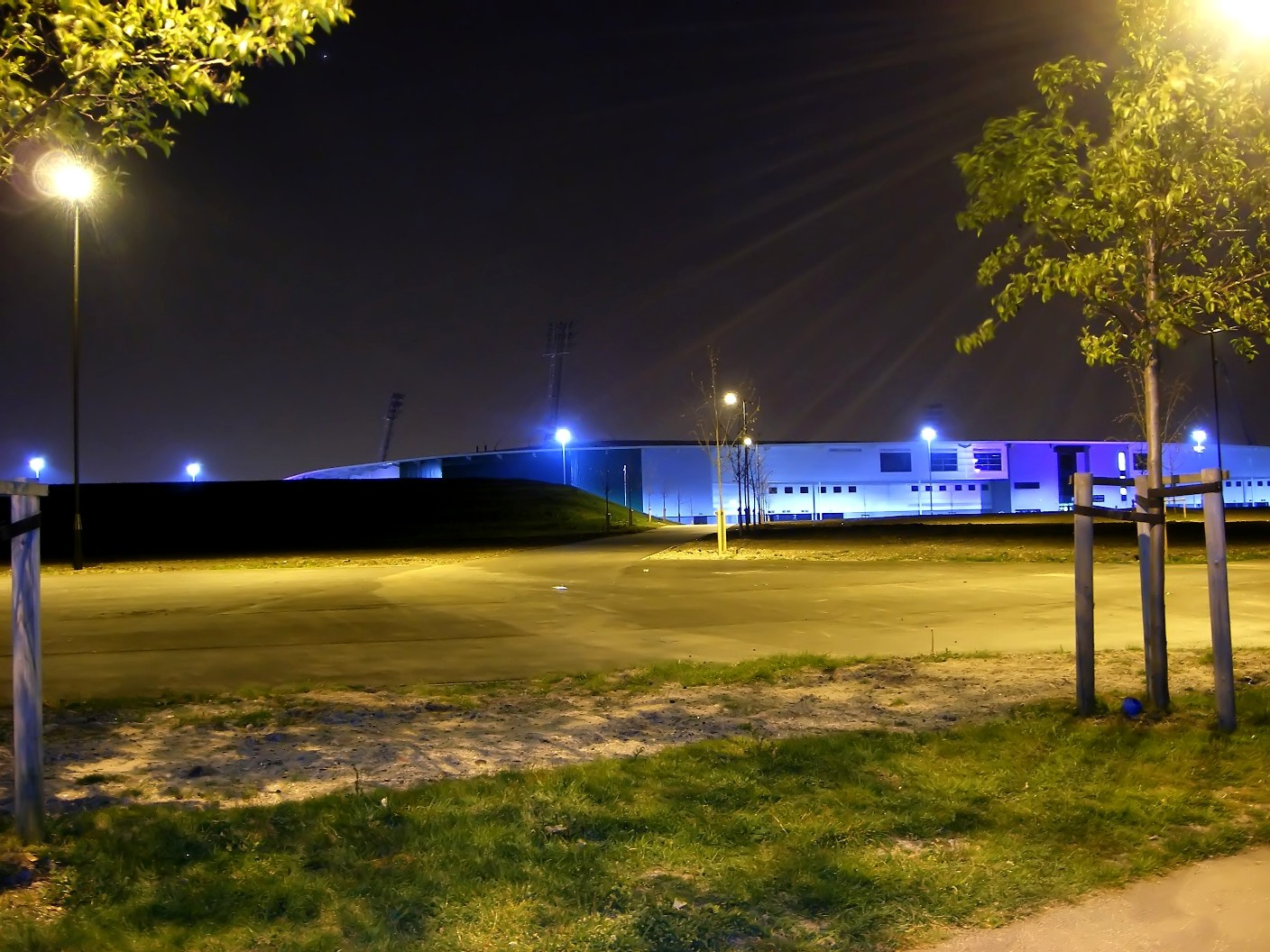
晚間的基普莫特體育場
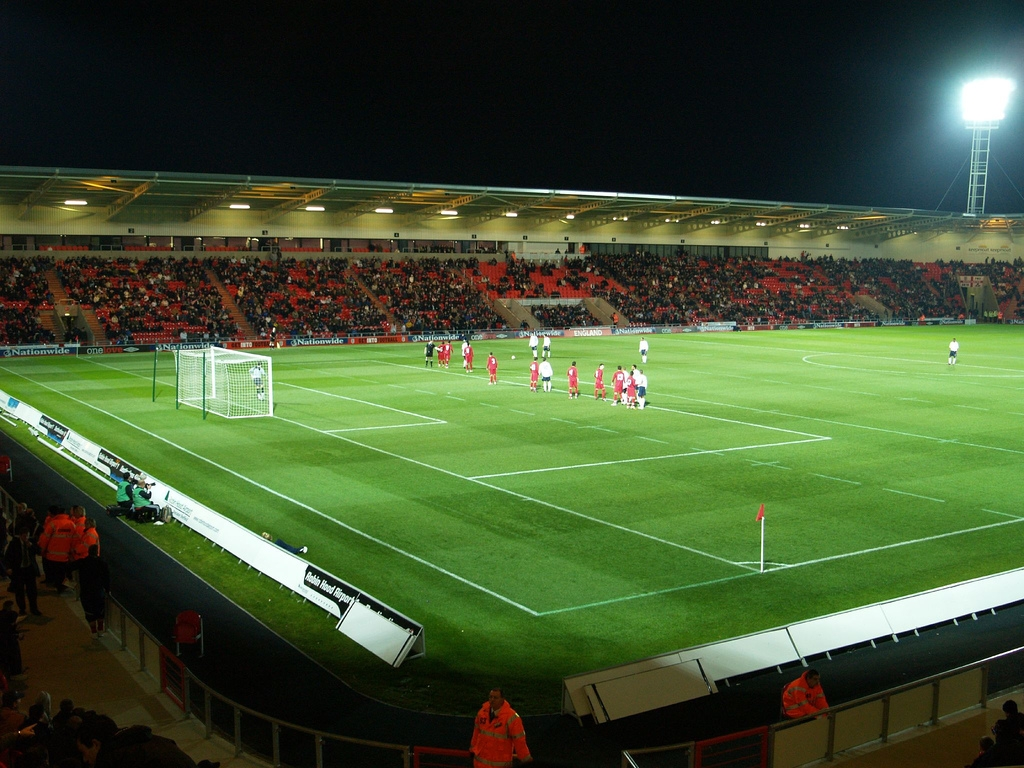
基普莫特體育場內觀

## 外部連結
- Official site（英文）
- （页面存档备份，存于） （英文）
- footballgroundguide.com:Doncaster Rovers （英文）